# Pisaura
Genre
Pisaura est un genre d'araignées aranéomorphes de la famille des Pisauridae.

## Distribution
Les espèces de ce genre se rencontrent en zone paléarctique et Inde.

## Liste des espèces
Selon World Spider Catalog (version 18.0, 02/06/2017) :
- Pisaura acoreensis Wunderlich, 1992
- Pisaura anahitiformis Kishida, 1910
- Pisaura ancora Paik, 1969
- Pisaura bicornis Zhang & Song, 1992
- Pisaura consocia (O. Pickard-Cambridge, 1872)
- Pisaura lama Bösenberg & Strand, 1906
- Pisaura mirabilis (Clerck, 1757)
- Pisaura novicia (L. Koch, 1878)
- Pisaura orientalis Kulczynski, 1913
- Pisaura podilensis Patel & Reddy, 1990
- Pisaura quadrilineata (Lucas, 1838)
- Pisaura sublama Zhang, 2000
- Pisaura swamii Patel, 1987

## Publication originale
- Simon, 1886 : Études arachnologiques. 18e Mémoire. XXVI. Matériaux pour servir à la faune des Arachnides du Sénégal. (Suivi d'une appendice intitulé: Descriptions de plusieurs espèces africaines nouvelles). Annales de la Société Entomologique de France, sér. 6, vol. 5, p. 345-396 (texte intégral).